# روبرت لويري (كرة سلة)
روبرت لويري (بالإنجليزية: Robert Lowery)‏ مواليد 23 ديسمبر 1987 في ماريلند، هو لاعب كرة سلة أمريكي. بدأ مسيرته الاحترافية في سنة 2010. يحمل الرقم 3. يبلغ طوله 6 قدم 2 بوصة (1.9 م).

## المسيرة الاحترافية
لعب مع نادي تراباني لكرة السلة في موسم 2013–2014، ثم لعب مع في إي إف ريغا في موسم 2014–2015، ثم لعب مع ألبا برلين في الدوري الألماني في سنة 2016.

## روابط خارجية
- روبرت لويري على موقع كرة السلة الأوروبية.كوم (الإنجليزية)
- روبرت لويري على موقع كلية كرة السلة في سبورتس رفرنس.كوم (الإنجليزية)
- روبرت لويري على موقع ريلجم (الإنجليزية)
- روبرت لويري على موقع بروبوليرز (الإنجليزية)
- روبرت لويري على موقع سبورتس رفرنس (الإنجليزية)